# Liebre Roja

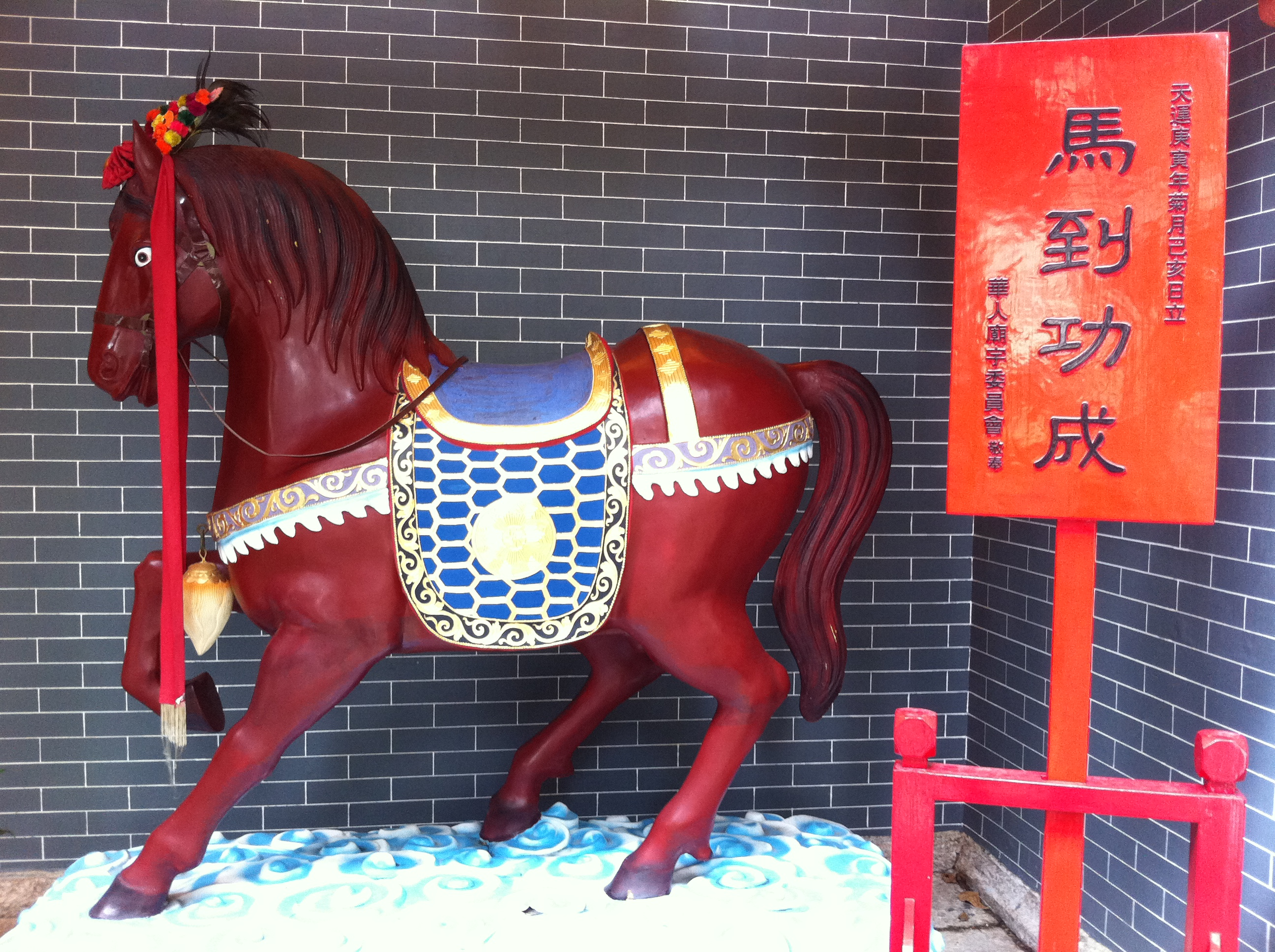
Una estatua de Liebre Roja frente al templo Mo Tai en Sham Shui Po, Hong Kong.

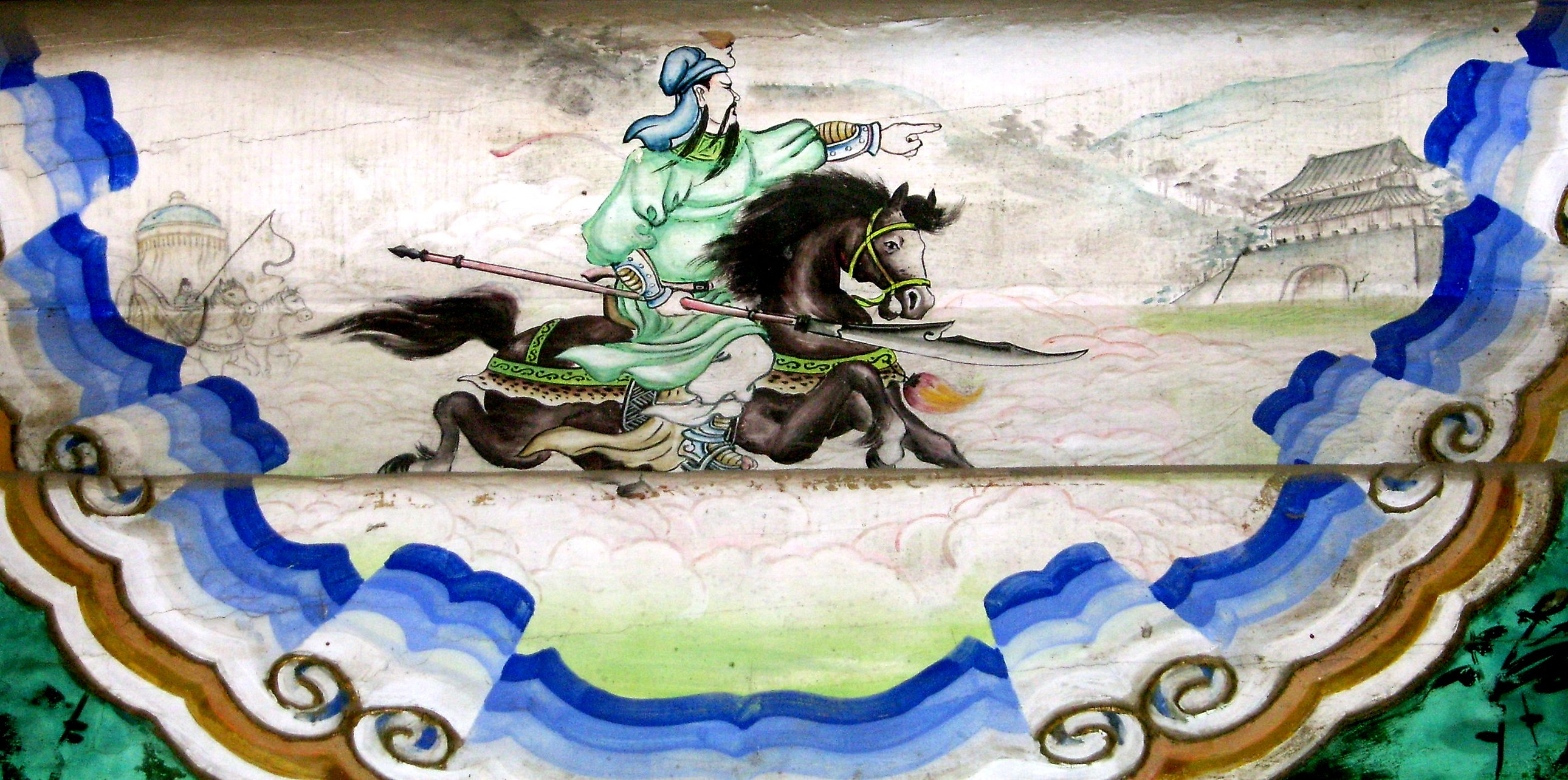
Guan Yu montado sobre Liebre Roja, como se muestra en un mural en el Palacio de Verano, Pekín.

Liebre Roja o Chi Tu (en chino simplificado, 赤兔马; pinyin, chì tù) fue un caballo famoso propiedad del señor de la guerra Lü Bu, que vivió a finales de la dinastía Han Oriental de China.

## En los registros históricos
Liebre Roja fue mencionado en las biografías de Lü Bu en los textos históricos Registros de los Tres Reinos y el Libro de los últimos Han. Fue descrito como muy poderoso y capaz de «galopar a través de las ciudades y saltar sobre los fosos.» Lü Bu montó este caballo en 193 durante una batalla en Changshan (en chino tradicional, 常山; cerca de la actual Shijiazhuang, Hebei), en la que ayudó a otro señor de la guerra, Yuan Shao, a derrotar a su rival Zhang Yan.
El Cao Man Zhuan (en chino tradicional, 曹瞞傳) registró que había un dicho en el momento para describir a Lü Bu y Liebre Roja: «Entre los hombres, Lü Bu; entre los corceles, Chì Tù [Liebre Roja].»

## En elRomance de los Tres Reinos
Liebre Roja tiene un papel más destacado en la novela histórica del siglo XIV Romance de los Tres Reinos, que romantiza los eventos históricos antes y durante el período de los Tres Reinos. Aquí, originalmente es un corcel preciado del señor de la guerra Dong Zhuo. Después de escuchar una sugerencia de su asesor Li Su, Dong Zhuo envía a este mismo para presentar a Liebre Roja como un regalo a Lü Bu e inducir a Lü Bu a traicionar a su padre adoptivo, Ding Yuan, y desertar a su lado. Lü Bu está muy contento de recibir a Liebre Roja. Después de que Li Su lo convence de hacerlo, asesina a Ding Yuan y se presenta ante Dong Zhuo, a quien le promete lealtad y reconoce como su nuevo padre adoptivo.
Liebre Roja es descrito en la novela de la siguiente manera:

[...] llamado 'Liebre Roja', capaz de viajar 1000 li en un día. [...] cruza ríos y sube montañas como si se moviera en tierra plana, [...] es de rojo ceniza uniforme, sin pelo de otro color; mide un zhang de la cabeza a la cola y ocho chi de la pezuña a la cabeza; relincha como si tuviera la ambición de volar hacia el cielo o sumergirse en el mar.

Después de la caída y muerte de Lü Bu en la batalla de Xiapi, Liebre Roja queda en posesión del señor de la guerra Cao Cao. Cao Cao se lo da a Guan Yu más tarde en un intento de influir en Guan Yu para que se una a él. Después de la muerte de Guan Yu, Ma Zhong (馬忠) toma a Liebre Roja y se lo presenta a su señor Sun Quan. Sun Quan le devuelve el caballo a Ma Zhong. Mientas, Liebre Roja se niega a comer, y muere varios días después.